# Gaston de Chasseloup-Laubat

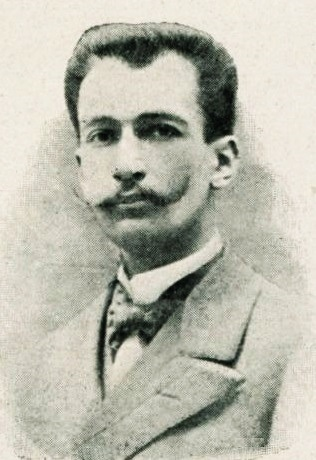
Gaston de Chasseloup-Laubat in 1899

Graaf Gaston de Chasseloup-Laubat (Parijs, 7 juni 1866 – Le Cannet, 20 november 1903) was een Franse autocoureur.
Hij deed in de begindagen van de auto aan talrijke races mee. Zijn grootste overwinning behaalde hij in de driedaagse auto- en motorrace Marseille-La Turbie in januari 1897: een eerste plaats met zijn De Dion-Bouton. Een andere goede prestatie was de derde plaats bij de Tour de France voor automobielen in 1899.
Chasseloup-Laubat is vooral bekend door het eerste, officieel geregistreerde  Wereldsnelheidsrecord op land: hij behaalde op 18 december 1898 in een elektrische Jeantaud een snelheid van 63,15 km/u. De graaf hield er de bijnaam The Electric Count aan over. Hij verbeterde in een duel met de Belg Camille Jenatzy de snelheid tot 92,78 km/u (op 4 maart 1899). Toen Jenatzy bijna twee maanden later met zijn La Jamais Contente de magische 100 km/u-grens wist te doorbreken, gaf Chasseloup-Laubat de strijd op.